# West Woodburn (Oregon)
West Woodburn az Amerikai Egyesült Államok északnyugati részén, Oregon állam Marion megyéjében elhelyezkedő önkormányzat nélküli település.